# Arkaik
Arkaik ist eine US-amerikanische Technical-Death-Metal-Band aus Riverside County, Kalifornien, die im Jahre 2004 gegründet wurde.

## Geschichte
Die Band wurde im Jahre 2004 von Chance Strickland (E-Gitarre) und Jared Christianson (Gesang) gegründet. Nach diversen Wechseln im Line-Up fand man mit Eric Cohen (E-Bass/Backup-Vocals) ein weiteres festes Mitglied. Zusammen begannen sie mit dem Schreiben von Texten und dem Ausarbeiten der ersten Songs. Einige Zeit später stieß auch Craig Peters (E-Gitarre/Backup-Vocals) zur Band. Als Schlagzeuger wurde, nach einigen Wechseln in der Besetzung des Postens, Keith Roylance in die Band aufgenommen. 
Die Band erreichte einen Vertrag mit Pending Records, nahm bei diesem Label ihr erstes Album namens Existential Chaos auf und veröffentlichte dieses im am 1. April 2007. Im Jahre 2009 veröffentlichte die Band  eine Promo-CD, wodurch die Band einen Vertrag bei Unique Leader Records erreichen konnte. Im Anschluss dessen folgten Auftritte mit Bands wie Dying Fetus, Decrepit Birth, Necrophagist und Suffocation. Im Juli betrat die Band die SeahorseSound Studios mit Produzent Samur Khouja. Dort nahmen sie das Album  Reflections Within Dissonance auf. Das Album wurde von Stefano Morabito in den 16th Cellar Studios gemastert.  Bassist Eric Cohen verließ die Band nach der ersten US-Tour der Band im August 2010. Ivan Munguia (auch Bassist bei Brain Drill) wurde neuer Bassist der Band. Im Anschluss dessen ging die Band zusammen mit The Black Dahlia Murder auf Tour. Im Juni 2011 verließ Schlagzeuger Keith Roylance die Band und wurde durch Alex Hernandez Bent im Dezember ersetzt. Im Jahr 2012 ging die Band auf US-Tournee mit Severed Savior, der eine weitere zusammen mit Cannibal Corpse, Exhumed und Abysmal Dawn folgte. Zudem veröffentlichte sie das nächste Album Metamorphignition, das in den Castle Ultimate Studios aufgenommen wurde.

## Stil
Die Werke von Arkaik werden mit denen von anderen Technical-Death-Metal-Bands wie The Faceless verglichen. Charakteristisch ist bei diesen die hohe Geschwindigkeit der Lieder, das tiefe Growling sowie das hohe Spielniveau an den Instrumenten.

## Diskografie
- The Divine Manifestation (EP, Eigenveröffentlichung, 2006)
- Existential Chaos (Album, Pending Records, 2007)
- Reflections Within Dissonance (Album, Unique Leader Records, 2010)
- Metamorphignition (Album, Unique Leader Records, 2012)
- Lucid Dawn (2015)
- Labyrinth of Hungry Ghosts (2022)